# 谷厳寺
谷厳寺（こくごんじ）は長野県中野市にある曹洞宗の寺院。山号は竜厳山。

## 歴史
本尊は釈迦牟尼仏で、脇侍に文殊・普賢両菩薩がある。寺伝によれば、天長2年（825年）創建の高社山神宮寺を前身とし、当初は真言宗寺院であり、月庵源江大禅定を開基とする。また、薬師如来（医王尊）の霊場で修験道場として、分院も四十八を数える程であった。また山上に庫裏、山下に聖観音堂があった。平安時代には貴賤問わず参詣者が多かったが次第に衰微し、文明年間に備中国の洞松寺11世宗従を迎えて中興とし、曹洞宗に転じた。慶長年間には山崩れによって堂宇を消失したが、寛永10年（1633年）に6世揺厳が現在地に堂宇を再建させた。慶安2年（1649年）には江戸幕府から朱印10石と山林を安堵された。
境内には本堂、鐘楼、庫裏、山門などがあり、樹齢500年以上の揺厳枝垂桜をはじめ、約1000本以上のシダレザクラやソメイヨシノがある。平成18年（2006年）に住職が井戸を掘りあて、平成22年（2010年）に「谷厳寺の延命水」として長野県の「信州の名水・秘水」に指定された。参道には正徳6年銘の結界石と六地蔵がある。

## 所在地
長野県中野市赤岩332番地